# フィリップ・ヒンシュベルガー
フィリップ・ヒンシュベルガー（Philippe Hinschberger、1959年11月19日 - ）は、フランスの元サッカー選手、現サッカー指導者。選手時代のポジションはMF。

## クラブ歴
FCメスの下部組織出身で1977年にトップチームに昇格した。1992年迄をメスで過ごしてワンクラブマンとして引退した。獲得タイトルはクープ・ドゥ・フランスが二回、クープ・ドゥ・ラ・リーグが一回であった。

## 代表歴
1982年にU-21代表で2試合の出場経歴がある。

## 指導歴
1997年にルーアン＝キュイソーFCで監督に就任し、以降監督業を務める。2001年にシャモア・ニオールFCに移籍し、ル・アーヴルACを経て再びシャモア・ニオールの監督に就任した。
2007年にスタッド・ラヴァルの監督に就任し、7年間指導した。
その後、USクレテイユ＝リュシタノを経て、2015年12月に古巣のメスの監督に就任したが、2017年10月22日にシーズン開始10試合で9敗したために解任された。
2018年にグルノーブル・フット38の監督に就任し、2021年にアミアンSCに移籍、2023年4月迄を務めた。
同年7月にシャモア・ニオールの監督に3回目の就任となった。